# Heterokromi
Heterokromi eller irisheterokromi är ett medicinskt tillstånd (ICD-10 H21.24; ICD-9 364.53) som innebär att en person eller ett djur har olika färg på ögonen (fullständig heterokromi) eller inslag av en annan ögonfärg i samma iris (partiell eller sektoriell heterokromi eller central heterokromi)).
Färgen på irisen påverkas av koncentrationen och fördelningen av melanin. Men distributionen och koncentrationen av melanin är inte alltid jämn och då uppstår det medicinska tillståndet. Det brukar vara antingen överskott eller underskott av pigmentet melanin i ett öga, ju mer melanin man har desto mörkare iris får man. Regnbågshinnan som har påverkats är antingen hyperpigmenterad (irisen är mörkare) eller hypopigmenterad (irisen är ljusare).
De flesta fall av tillståndet har uppstått genom mosaicism, men andra fall är orsakade av en sjukdom, ett syndrom eller en skada. Det är mycket vanligare hos djur som till exempel hundar, katter och hästar.

## Klassificering
Man kan antingen ärva eller erhålla tillståndet. I de flesta fall är heterokromi ärvt och är oftast ofarligt, men det finns ett par sjukdomar som waardenburgs syndrom och neurofibromatos som är ärftliga och ger upphov till heterokromi. Skador, till exempel ett slag i ögat som har skadat blodådrorna kan göra så att färgen på ett öga ändras. Även en inflammation eller infektion som bara påverkar ena ögat kan orsaka färgändring i ögat.

## Kända personer med heterokroma ögon

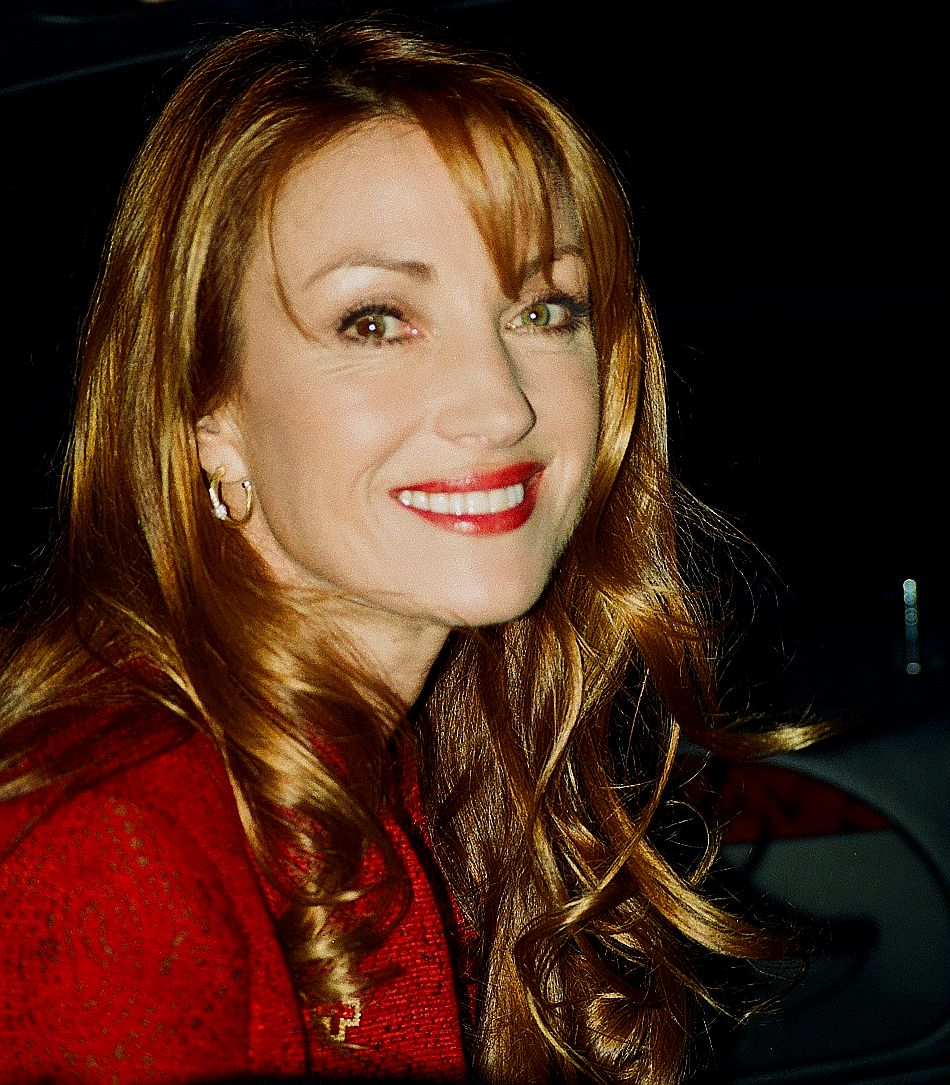
Jane Seymour.

- Dan Aykroyd, amerikansk skådespelare
- Kate Bosworth, skådespelare
- Benedict Cumberbatch, brittisk skådespelare
- Alice Eve, skådespelare
- Josh Henderson, skådespelare
- Katinka Hosszú, simmare
- Awsten Knight, sångare i Waterparks
- Mila Kunis, skådespelare
- Hanna Ljungberg, svensk fotbollsspelare
- Virginia Madsen, skådespelare
- Tim McIlrath, sångare i Rise Against
- Bill Pullman, skådespelare
- Carl Gustaf Rehnskiöld, svensk general
- Max Scherzer, amerikansk basebollspelare
- Jane Seymour, skådespelare
- Dominic Sherwood, brittisk skådespelare
- Christopher Walken, skådespelare